# Playing for Time
Playing for Time ist ein Lied des englischen Singer-Songwriters und Rockmusikers Peter Gabriel. Es ist am 1. Dezember 2023 auf Gabriels zehntem Studioalbum i/o erschienen.

## Geschichte
Das Lied wurde in unfertigem Zustand (formal gesehen fehlten damals Teile des Intros und die komplette Bridge) bereits 2012 bis 2014 auf den Konzerten der Back to Front Tour als Eröffnungstitel akustisch von Peter Gabriel am Klavier und Tony Levin am Bass gespielt. Damals hatte das Lied noch nicht seinen endgültigen Titel und wurde noch ohne Liedtext mit einer improvisierten Vokalisation als O But (auch Oh But), in „Gabrielese“, einer von Gabriel selbst so bezeichneten Art gesungenem Blindtext und etwas später mit weiter entwickeltem Liedtext als Daddy Long Legs bezeichnet. Diese unfertige Version wurde jeweils mit jeden einzelnen kompletten Konzert der Back to Front Tour in den Encore Series veröffentlicht. Die Version mit dem Namen Daddy Long Legs wurde zusätzlich am 23. Juni 2014 in dem Konzertfilm und Livealbum Back to Front: Live in London veröffentlicht.
Die Erstveröffentlichung der endgültigen Studioversion von Playing for Time erfolgte als dritte Single des Albums i/o am 7. März 2023. Diese wurde als Einzeltrack zum Download und Streaming durch Real World Records veröffentlicht. Hierbei handelt es sich um den sogenannten Dark-Side Mix, der von Tchad Blake abgemischt wurde. Ähnlich wie bei den in den beiden Monaten zuvor veröffentlichten Titeln Panopticom und The Court wurde das erste Veröffentlichungsdatum der Single so gewählt, dass es mit einem Vollmond zusammenfällt.
Insgesamt wurden drei verschiedene Mixe des Titels veröffentlicht: Nach dem Dark Side Mix (gemixt von Tchad Blake) wurde am 21. März 2023 der Bright-Side Mix (gemixt von Mark „Spike“ Stent) und der Atmos In-Side Mix (von Hans-Martin Buff) an dem darauffolgenden Neumond veröffentlicht.

„Mir gefällt die Idee des Multiple-Mix-Ansatzes sehr gut, denn für die meisten Künstler ist der Prozess und nicht das Produkt das Wichtigste. In gewisser Weise versuche ich, den Prozess für diejenigen, die daran interessiert sind, ein wenig mehr zu öffnen.“

Das Lied wurde erstmals in der neuen Version als Playing for Time bei dem ersten Konzert der I/o The Tour am 18. Mai 2023 in der Tauron Arena in Krakau, Polen live gespielt und gehörte immer zur Setlist der Tournee.

## Artwork
Das Cover-Artwork der Single zeigt ein Foto von dem Werk Mes voeux (avec nos cheveux) der bildenden Künstlerin Annette Messager. An Schnüren von der Wand hängende Fotografien in Schwarzweiß zeigen Teile menschlicher Körper: Hände, Augen, Ohren, sowie Schambereiche von Frauen und Männern. In der Mitte befinden sich vier Bilder in beige-braunen Tönen, weniger konkret gestaltet. Tatsächlich beinhalten die Rahmen Haar. („Haare sind etwas Seltsames. [...] Man kann sie abschneiden, man kann sie lockig machen, man kann die Farbe ändern – es ist immer derselbe Körper.“) Von Messagers Werk existieren mehrere verschiedene Versionen, bei denen die Einzelbilder und die Anordnungen immer anders sind. Eine Ausgabe hängt im Centre Pompidou in Paris.

„Ich hatte die Arbeit von Annette Messager, einer wunderbaren Künstlerin, schon vor vielen Jahren gesehen und sie beinahe für das Projekt Art from Us (=Kunst von uns) gewonnen, aber dieses Mal dachte ich, sie wäre genau die richtige Person, um sie zu bitten, etwas für diesen Song zu machen.
Annette war eine echte Pionierin in der Bildhauerei, und wenn man sich die Bandbreite ihres Werks ansieht, wird man feststellen, dass sie viele jüngere Künstler, die heute arbeiten, beeinflusst hat. Es ist wunderbar, dass sie sich engagieren wollte. Ich empfehle Ihnen dringend, sich ihre Arbeiten anzusehen, denn sie sind voller Leben, auch wenn sich vieles um Tod und Erinnerung dreht.“

Wie auch schon zuvor Tim Shaw bei The Court und später Cornelia Parker bei Four Kinds of Horses, versuchte Peter Gabriel Annette Messager schon für Art From Us im Zusammenhang mit dem Album Us zu gewinnen aber dazu kam es damals aus nicht näher bekannten Gründen nicht.

## Hintergrund
Aufgenommen in Gabriels Real World Studios in Box, Wiltshire, im Beehive in London und in den British Grove Studios von Mark Knopfler in Chiswick, London sind auf Playing for Time Tony Levin am Bass, Manu Katché am Schlagzeug, der Pianist Tom Cawley am Klavier (der Gabriel auch schon auf Scratch My Back, New Blood und Live Blood begleitet hatte) und  das ständige New Blood-Orchester für dieses Album zu hören. Manche der Musiker waren auch bereits Teil des New Blood Orchestra, das damals auf Scratch My Back, New Blood und Live Blood zu hören war.
Der Dark-Side Mix der Single wurde am dritten Vollmond des Jahres 2023 veröffentlicht, genannt Worm Moon. Gabriel kündigte bei der Veröffentlichung des Titels Panopticom an, dass weitere Bright-Side Mixe von Titeln des Albums von Mark „Spike“ Stent und weitere Dark-Side Mixe von Tchad Blake veröffentlicht werden. Der erste Mix wurde jeweils bei Vollmond und die weiteren bei Neumond veröffentlicht. Darüber hinaus wurden von allen Titeln In-Side Mixe in Dolby Atmos von Hans-Martin Buff angekündigt, die von ihm im Red Room der Real World Studios und seinem eigenen Tonstudio Aural Majority Pad in Boofland erstellt wurden. Diese können auf Apple Music, Amazon Music als auch der Audio-Blu-ray des Albums gehört werden. Als Stereo-Variante steht bzgl. der Streamingdienste der jeweilige Dark-Side Mix zur Verfügung. Dieses Stück ist das einzige auf dem Album, das keine Orchesterarrangements von John Metcalfe oder Peter Gabriel hat. Stattdessen stammen sie von Ed Shearmur, der That'll Do arrangierte, was zur Filmmusik von Babe, Pig In The City gehörte und auch im Jahr 2019 auf dem Kompilationsalbum Rated PG veröffentlicht wurde.

## Inhalt und Bedeutung
In dem Song Playing for Time geht es um das Leben, um das Sterben und um die Erinnerungen, die alle Menschen bei diesem Prozess sammeln. Erst Erinnerungen machen uns zu dem, was wir letztendlich sind. Das, was wir lieben, ist ein Teil von uns selbst. Darüber hinaus wird geschildert, dass dieses Sammeln auch sehr mühsam ist. Wir alle spielen dabei irgendwie „auf Zeit“.
Über den Ursprung des Liedes sagte Gabriel:

„Playing for Time ist ein Song, an dem ich schon lange gearbeitet habe und den ich auch schon live gespielt habe, allerdings ohne Text, so dass er einigen Leuten vielleicht bekannt ist. Es ist ein wichtiger Song für mich. Es geht um Zeit, Sterblichkeit und Erinnerungen und die Idee, dass jeder von uns einen Planeten voller Erinnerungen hat, die im Gehirn gespeichert werden.
Es ist eher ein persönlicher Song darüber, wie man Erinnerungen zusammenstellt und ob wir Gefangene der Zeit sind oder ob das etwas ist, das uns tatsächlich befreien kann. Ich glaube, dass es gut ist, sich selbst zu kühnen oder interessanten Erfahrungen zu drängen, weil man dann reichere Erinnerungen hat, die einen füttern, wenn man in mein Alter kommt. Außerdem lernt man aus jeder bedeutsamen Erfahrung, die man macht.“

## Bandcamp Exclusives
Für die Abonnenten des Kanals von Peter Gabriel bei dem Online-Musikdienst Bandcamp wurden zusätzlich zu den Bright-Side und den Dark-Side Mixen alternative Versionen der bis jetzt veröffentlichten Titel des Albums i/o auch zum Download zur Verfügung gestellt, wie auch Videoclips, die deutlich mehr in die Tiefe gehen als die Clips auf YouTube, die an jedem Vollmond regulär erscheinen (meistens an Neumond, manchmal später).
Playing for Time (Up tempo Time) – 6:11 – Band-Version des Songs Playing for Time, die Peter Gabriel verworfen hat. Zum großen Teil wurde die Version während der Session mit Band im September 2021 aufgenommen, enthält aber auch einige frühere Elemente.

## Musikvideo
Am 23. Januar 2025 wurde die KI-Musikvideocreator-Plattform 50:50 gestartet, das eine fairere Aufteilung der Aufmerksamkeit und der Einnahmen zwischen dem Urheber der Musik und dem der visuellen Elemente erreichen soll.
Das erste Musikvideo zu Playing for Time wurde zu dem Dark-Side Mix im Rahmen von 50:50 am 21. Februar 2025 veröffentlicht. Das KI-generierte animierte Video wurde von Stephen Grzanowski alias Vnderworld erstellt. Das Video beginnt damit, dass Peter Gabriel das kosmische Portal durch die Astralebene seiner Existenz öffnet. Von den vulkanischen prähistorischen Anfängen der Erde bis zum Garten Eden, durch alte Zivilisationen und historische Epochen werden wir Zeugen der kollektiven Reise der Menschheit. Das Video fließt nahtlos vorbei an den ägyptischen Pyramiden, der Arche Noah und weiter durch die Zeitalter der Gladiatoren, Wikinger und Entdecker. In jeder Szene sehen wir einen von Peters Vorfahren, der die Zeitalter überlebt hat. Diese Zeitlinie der Vorfahren führt zu Gabriels eigener Lebensgeschichte – von seinen Anfängen als Schlagzeuger in der Charterhouse School über seine Genesis-Ära und seinem MTV-Erfolg bis hin zu seiner heutigen Weisheit. Als sich die Erzählung ihrem Höhepunkt nähert, tauchen skelettartige Figuren und Uhren auf. In den letzten Momenten überschreitet das Video die lineare Zeit und zeigt Gabriel in einer alternativen Dimension, in der Vergangenheit, Gegenwart und Zukunft zu einem einzigen Augenblick zusammenfallen, während die Simulation neu startet.
Das zweite Musikvideo zu Playing for Time wurde zu dem Dark-Side Mix im Rahmen von 50:50 am 28. März 2025 veröffentlicht. Dieses wurde von Dominic DeJoseph erstellt. Dieses zeigt die Vergänglichkeit, die am Anfang und am Ende des Videos durch ständig wechselnde Uhren mit Zeigern und am Ende auch wechselnde Totenschädel symbolisiert wird. Dazwischen sind Männer und Frauen in verschiedenen Positionen und bei verschiedenen Tätigkeiten zu sehen. Diese sind lediglich als schwarze Gestalten in Form von Schattenrissen zu erkennen.
Über das Video sagte Dominic DeJoseph:

„Ich verstand das kreative Dilemma, das die Integration der künstlichen Intelligenz in die Kunst mit sich bringt, und beschloss, mich auf die schiefe Bahn zu begeben, um ihr Potenzial für die Schaffung neuartiger und experimenteller Werke zu erforschen, ähnlich wie die Surrealisten mit ihrer Praxis des automatischen Schreibens, die es ihnen ermöglichte, traumartige Bilder scheinbar aus dem Nichts zu schaffen.“

Das dritte Musikvideo zu Playing for Time wurde zu dem Bright-Side Mix im Rahmen von 50:50 am 18. Juni 2025 veröffentlicht. Das KI-generierte animierte Video wurde von Daniel Leighton erstellt. Leighton ist schon lange von dem Konzept des Gedächtnisses fasziniert. Das fertige Lied spiegelte für ihn etwas wider, mit dem er gelebt hatte: die Komplexität von Zeit, Erinnerung und den Räumen dazwischen. Er ging von drei seiner Originalgemälde aus und generierte in mehreren Arbeitsschritten aus ihnen mit KI-Tools die Videoinhalte. Das Video berührt ein Gefühl, zu dem er in seiner Arbeit zurückkehrt. Es geht um Erinnerung, um Zeit, um die Dinge, die wir mit uns tragen, und die Dinge, zu denen wir zurückkehren.

## Mitwirkende
(Quelle:)

### Liedproduktion
- Tchad Blake – Mixing (Dark-Side Mix)
- Hans-Martin Buff – Dolby-Atmos-Mixing (In-Side Mix)
- Tom Cawley – Klavier
- Richard Chappell – Rhythmus-Programmierung
- Matt Colton – Mastering
- Peter Gabriel – Begleitgesang, Gesang, Synthesizer, Produzent
- Oli Jacobs – Synthesizer
- Manu Katché – Schlagzeug
- Tony Levin – Bassgitarre
- Katie May – Tontechnikerin
- Mark „Spike“ Stent – Mixing (Bright-Side Mix)[13]

### Orchesterproduktion
- Mitglieder des New Blood Orchestra:
  - Orchester-Arrangements – Ed Shearmur
  - Geigen – Everton Nelson, Ian Humphries, Louisa Fuller, Charles Mutter, Cathy Thompson, Natalia Bonner, Richard George, Marianne Haynes, Martin Burgess, Clare Hayes, Debbie Widdup, Odile Ollagnon
  - Bratschen – Bruce White, Fiona Bonds, Peter Lale, Rachel Roberts
  - Celli – Ian Burdge, Chris Worsey, Caroline Dale, William Schofield, Tony Woollard, Chris Allan
  - Waldhorn – David Pyatt, Richard Bissill
  - Tenorposaune / Euphonium – Andy Wood
  - Tenorposaune – Tracy Holloway
  - Bassposaune – Richard Henry
  - Tuba – David Powell
  - Dirigent – John Metcalfe
  - Konzertmeister – Everton Nelson
  - Betreuer der Noten – Dave Foster
  - Auftragnehmer des Orchesters – Lucy Whalley und Susie Gillis für Isobel Griffiths Ltd.[13]

### Unternehmen
- Aural Majority Pad – Tonstudio (Dolby Atmos Mix)
- The Beehive – Tonstudio
- British Grove Studios – Tonstudio
- Metropolis Mastering – Mastering
- Real World Studios – Tonstudio